# Pilar (Vitòria)
Pilar és un barri de la ciutat de Vitòria (Àlaba). Té una població de 10.462 habitants (2008). Està situat al nord-oest de la ciutat; encara que a causa del creixement de la ciutat cap al nord amb Lakua i a l'oest amb Zabalgana actualment constitueix el centre geogràfic de la ciutat. Limita a l'Est amb el Cementiri de Santa Isabel a Zaramaga, al nord amb el parc d'Arriaga, al sud amb el barri de Koroatzea i a l'est amb els barris de Txagorritxu i Gazalbide.

## Història
El barri es va idear en 1966 com a Eixample Nord-oest de Vitòria, i afectant a una superfície de 340.681 metres quadrats. Es va dissenyar com un barri obert, per la qual cosa els seus carrers són amples, amb pomes estretes i allargades; amb edificis de 5 o 6 altures en la majoria del barri.

## Transport
| Línea    | Nom                         | Destí Anada              | Destí tornada       | Estacions al Barri                                                                                 |
| -------- | --------------------------- | ------------------------ | ------------------- | -------------------------------------------------------------------------------------------------- |
| Línia 1  | CIRCULAR                    | Zaramaga (circular)      | Catedral (circular) | Honduras, Intermodal, Juan de Garay/Guatemala                                                      |
| Línia 2A | PERIFÉRICA                  | Mendizorrotza (circular) | Zaramaga (circular) | Intermodal, Juan Garay/Guatemala                                                                   |
| Línia 2B | PERIFÉRICA                  | Mendizorrotza            | Zaramaga            | Juan Garay/Arriaga, Intermodal                                                                     |
| Línia 4  | LAKUA-MARITURRI             | LAKUA                    | Mariturri           | Portal Arriaga 20/Venezuela, Juan Garay/Arriaga. Juan Garay/Guatemala, Portal Arriaga/Venezuela/21 |
| Línia 5  | SANSOMENDI-SALBURUA         | Sansomendi               | Salburua            | Basoa 2                                                                                            |
| Línia 8  | UNIERTSITATEA               | Intermodal               | Universidades       | Portal Arriaga/Venezuela, Juan Garay/Arriaga, Intermodal, Honduras                                 |
| Línia 1  | Tramvia de Vitòria. Línea 1 | Angulema                 | Ibaiondo (Vitòria)  | Honduras                                                                                           |
| Línia 2  | Tramvia de Vitòria Línea 2. | Angulema                 | Abetxuku            | Honduras                                                                                           |